# Sticherus cunninghamii
Sticherus cunninghamii (Heward ex Hook.) Ching è una pianta appartenente alla famiglia delle Gleicheniaceae, originaria della Nuova Zelanda.

## Descrizione

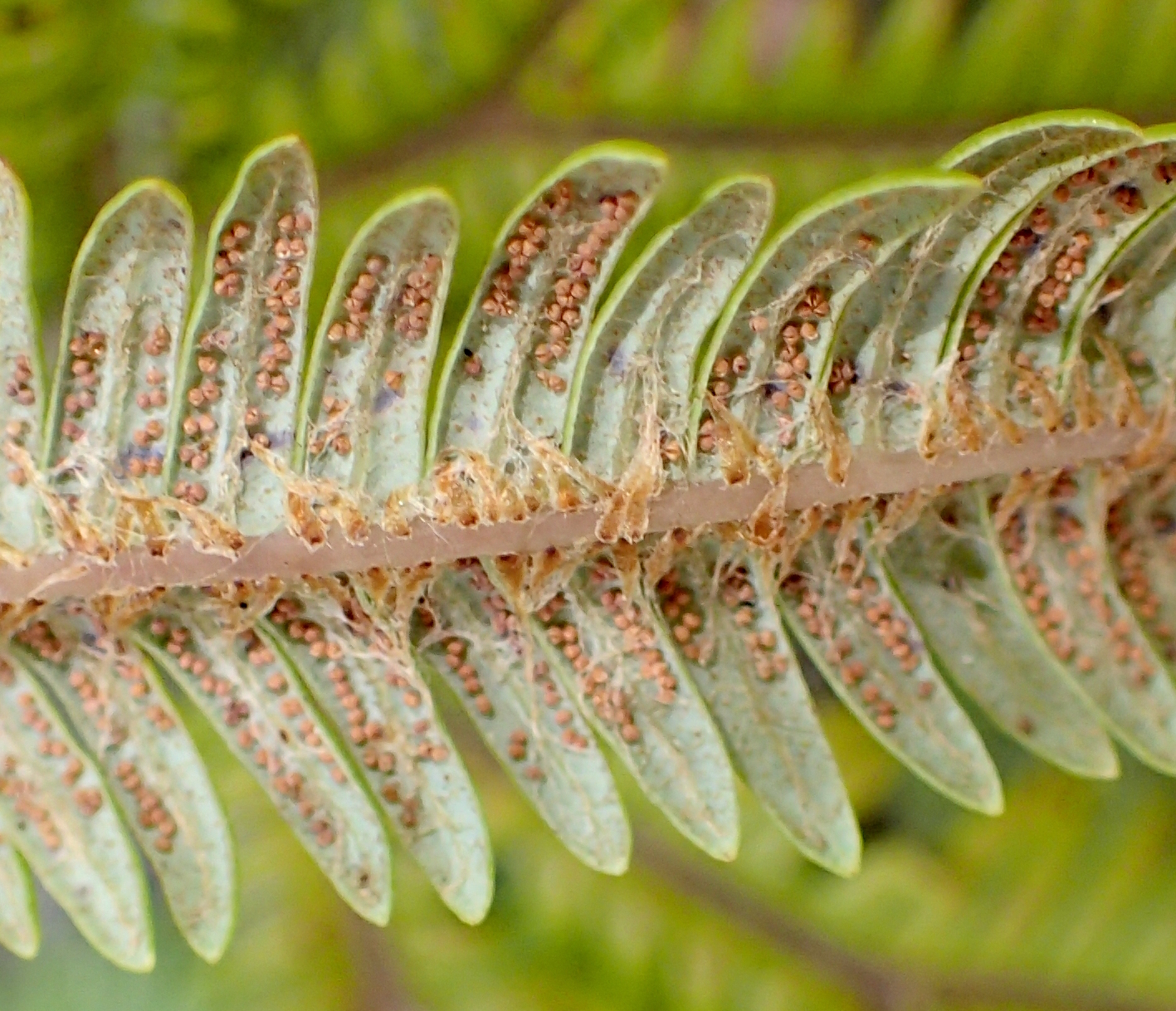
Sporangi di S. cunninghamii

S. cunninghamii è una felce terrestre radicata con lunghi rizomi squamosi e striscianti i quali generano lunghe fronde distintive a forma di ombrello (lunghe 14–98 cm).
Il gambo della fronda termina con una gemma e la nervatura centrale della fronda (rachide) si biforca 3-4 volte ad angoli stretti con gemme che si formano tra le nuove coppie di rami. La gemma all'estremità del gambo crescerà in un'altra estensione della fronda per formare una nuova sezione della fronda. Le foglioline finali sono piatte e gli sporangi sono portati in gruppi di 4-5 sulla parte inferiore delle foglioline.

## Distribuzione e habitat
S. cunninghamii è una pianta tropicale originaria della Nuova Zelanda e specie introdotta nella parte orientale dell'Australia. Si trova generalmente nelle foreste ed è comune anche lungo le rive ombreggiate dei corsi d'acqua.